# زهير البهاوي
زهير ميد بهاوي  (من مواليد 22 نوفمبر 1995)، هو مغني بوب مغربي وراي، ومؤلف أغاني مغربية . اكتسب شهرة عربية واسعة بعد أن أصدر أغنية "Hasta Luego" في عام 2017، والتي أصبحت أغنية فردية مشهورة في المغرب والعالم العربي. 

## المسار الفني
بدأ البهاوي مسيرته الموسيقية بعد فوزه في مسابقة حاتم عمور في عام وحصل على جائزة لإطلاق أغنيته الأولى في عام 2016 ا''معرفتينيش ''. 
واصل الفنان نجاحاته باصدار أغنية تريو «هاستا لويغو» بالتعاون مع الفنانين إلياس تيو تيو و CHK، وكذلك بإصدار ألبومه الأول فابور سنة 2019 الذي احتوى على عدة أغاني حطمت أرقاما قياسية كأغنية ''ديكابوطابل 

## السيرة الغنائية

### أغاني منفردة
قدم الفنان مجموعة من الأغاني المنفردة:
- توحشت نشوفك
- بعدي
- معرفتينيش
- كاع ماكنت كنضن
- الوالدة
- عطيني فرصة
- تسالا ليا الصولد
- بغيت أوقع ماحسيت
- حبيبي
- الغمزة
- ديزولي
- هاستا لويغو
- ديكابوتابل
- وانا وانا
- يالاه يا الرجال
- الدينيرو
- فابور
- لازم علينا نصبرو
- لوجه التاني

### ألبومات
- فابور (2019)